# أمريتا أرورا
أمريتا أرورا (بالإنجليزية: Amrita Arora)‏ ممثلة وعارضة أزياء سابقة ومقدمة برامج هندية ولدت في 31 يناير 1981 وعملت في أفلام بوليوودية متميزة، لكنها غابت عن الأضواء منذ زواجها سنة 2009 وكان آخر فيلم عملت فيه Ek Tho Chance.

## الحياة الشخصية والتعليم
ولدت أرورا في مدينة بومباي بالهند لأم مالايالمية، وأب بنجابي هو أنيل أرورا (Anil Arora). وهي أخت ماليكا أرورا، وصديقة مقربة لكارينا كابور (Kareena Kapoor). )، وهي تعرف بكونها عضوا دائما في (Mannat) مقر شاه رخ خان (Shah Rukh Khan).
وقد ارتبطت عاطفيا بكل من: كيفين أوتر (Kevin Otter) وأشميت باتيل (Ashmit Patel) وأوبين باتيل (Upen Patel)، كما التقت مع لاعب الكريكيت الباكستاني البريطاني عثمان أفزال (Usman Afzaal). وقد أقيمت طقوس زواج أمريتا على صديقها شاكيل لاداك (Shakeel Ladak) حسب التقاليد المسيحية في 4 مارس عام 2009. وقد جرت الاحتفالات بعد ذلك بيومين، يوم الجمعة. ويشاع أنها تنتظر مولودا.

## حياتها المهنية
ظهرت أمريتا لأول مرة أمام فاردين خان في فيلم (Kitne Door Kitne Paas)، والذي لم يحقق دخلا كبيرا. أما أول أفلامها الناجحة فكان (Awara Paagal Deewana). ثم تلا هذا الفيلم سلسلة من الإخفاقات؛ ومن بينها الفيلم المثير للجدل (Girlfriend) عام 2004، والذي ظهرت فيه أمام إيشا كوبيكار (Isha Koppikar)، وقد دارت أحداث الفيلم عن العلاقات السحاقية. أما آخر أعمالها فكان فيلم (Kambakth Ishq) من إنتاج ساجد نادياوداوالا (Sajid Nadiadwala). وقد ظهرت أمريتا مع أختها في منتدى (Koffee with Karan) والذي يستضيفه كاران جوهار (Karan Johar).
وكان فلميها التاليين هما: (Deha) و (Jeet)الإحساس بالقوة الذينِ نشرا عام 2008. وعرض فيلمها (Red) - الجانب المظلم - في عام 2007، بطولة: أفتاب سيفداستاني (Aftab Sivdastani)، وسيلينا جايتلي (Celina Jaitley)، وأمريتا أرورا. وقد ثار جدل واسع حول مشهد جنسي استمر لمدة 27 دقيقة. وقد تباينت الإيرادات من هذا الفيلم. وقد ظهرت أمريتا مؤخرا في فيلم (Kambakth Ishq).
ثم ظهرت لفترة وجيزة في فيلم (Om Shanti Om) - وهو آخر أفلام فرح خان (Farah Khan) - في أغنية (deewangi) مع أختها وأخيها غير الشقيق.
ويؤدي معها صديقها الجديد جاسمر (Jasmer) دور البطولة في الفيلم الجديد (Yash Ra

## قائمة أفلامها
| العام  | الفيلم                    | الدور              | ملاحظات أخرى                                           |
| ------ | ------------------------- | ------------------ | ------------------------------------------------------ |
| 2002   | Kitne Door Kitne Paas     | كاريزما (Karishma) |                                                        |
| 2002   | Awara Paagal Deewana      | منى (Mona)         |                                                        |
| 2003   | Ek Aur Ek Gyarah          | بريتي (Priti)      |                                                        |
| 2003   | Zameen                    |                    | ظهرت لفترة وجيزة في الأغنية (Pyar Tera Delli Ki Sardi) |
| (2004) | (Shart): التحدي           | ساريو              |                                                        |
| (2004) | Girlfriend                | سابنا              |                                                        |
| (2004) | هل تتجوزيني (فيلم هندي)   | رومي               | ظهرت فيه لفترة وجيزة                                   |
| (2004) | Rakht                     | ناتاشا             |                                                        |
| (2006) | Raakh                     |                    |                                                        |
| (2006) | Deha                      |                    |                                                        |
| (2006) | Fight Club - Members Only |                    |                                                        |
| 2007   | Red: الجانب المظلم        |                    |                                                        |
| 2007.  | Heyy Babyy                |                    | ظهرت لفترة وجيزة في أغنية (Heyy Babyy)                 |
| 2007   | سرعة (فيلم هندي)          |                    |                                                        |
| 2007.  | أوم شانتي أوم (فيلم هندي) |                    | ظهرت لفترة وجيزة في أغنية (Deewangi Deewangi)          |
| 2007   | Jeet: الإحساس بالقوة      |                    |                                                        |
| 2008   | مرحبا                     |                    |                                                        |
| 2008   | الأبطال                   |                    |                                                        |
| 2008   | Golmaal Returns           |                    |                                                        |
| 2009   | الحب البائس (فيلم هندي)   | كاميني ساندو       |                                                        |
| 2009   | Team - The Force          |                    |                                                        |
| 2009   | Season's Greetings        |                    |                                                        |

## وصلات خارجية
- أمريتا أرورا على موقع IMDb (الإنجليزية)
- أمريتا أرورا على موقع ألو سيني (الفرنسية)
- أمريتا أرورا على موقع أول موفي (الإنجليزية)
- أمريتا أرورا على موقع قاعدة بيانات الفيلم (الإنجليزية)
- أمريتا أرورا على موقع كينوبويسك (الروسية)